# Luis Cabrera Herrera
Luis Gerardo Cabrera Herrera O.F.M. (Azogues, 1955. október 11. –) ecuadori római katolikus pap, a Guayaquili főegyházmegye érseke, bíboros. 2009 és 2015 között a Cuencai főegyházmegye érseke volt. 2020 óta az Ecuadori Püspöki Konferencia (EEC) elnöke, miután 2011 és 2014 között, valamint 2017 és 2020 között alelnöke volt.

## Életrajza

### A kezdetek
Luis Cabrera Herrera 1955. október 1-én született Azoguesben. Az ottani és a quitói ferences kisszemináriumban tanult, majd az Ecuadori Pápai Katolikus Egyetemen filozófiát és teológiát hallgatott. Filozófiából a római Pápai Antonianum Egyetemen doktorált.
1975. október 1-jén belépett a Kisebb Testvérek Rendjének noviciátusába Quitóban. Első fogadalmát 1976. szeptember 24-én tette le, örökfogadalmát pedig 1982. szeptember 4-én tette le Quitóban. 1983. szeptember 8-án szentelte pappá Serafín Cartagena Ocaña, zamorai ferences apostoli vikárius.
Ezeket a megbízatásokat Ecuadorban teljesítette a ferencesek számára: az ecuadori ferencesek tanulmányi és képzési titkára 1995-től 2000-ig; az ecuadori hivatásügyi szolgálat vezetője; 1996-tól 2001-ig az ecuadori Ferences Tanulmányi Központ igazgatója; 1998-tól 2000-ig a quitói Bernardino Echeverría bíboros filozófiai-teológiai intézet igazgatója, valamint a ferences teológia és lelkiség professzora; 2000-től 2003-ig az ecuadori ferencesek provinciálisa. Emellett 1996 és 2003 között az EEC Ökumenikus Bizottságának ügyvezető titkára volt. Rómában, 2004 és 2009 között a Kisebb Testvérek Rendjének főtanácsosa volt, a latin-amerikai és karibi ferences tartományokért volt felelős.

### Érsek és bíboros
2009. április 20-án XVI. Benedek pápa kinevezte őt a Cuencai főegyházmegye érsekévé. Püspökké szentelte július 4-én Giacomo Guido Ottonello érsek, az ecuadori apostoli nuncius.
2011 és 2014 között az EEC alelnöke, 2014 és 2017 között az EEC Laikusok Bizottságának elnöke volt.
2015. szeptember 24-én Ferenc pápa kinevezte őt a Guayaquili főegyházmegye érsekévé, beiktatására december 5-én került sor.
2019. május 28-án a Megszentelt Élet Intézményeinek és az Apostoli Élet Társaságainak Kongregációja tagjává nevezték ki.
A Daulei egyházmegye apostoli kormányzója volt 2022. március 17-től 2023. június 25-ig.
2017 és 2020 között az EEC alelnöke volt. Hivatali ideje alatt döntő szerepet játszott a katolikus egyház által szorgalmazott párbeszéd és béke előmozdításában, különösen a 2019-es tüntetéseken. Kétszer választották meg hároméves ciklusra az EEC elnökévé, 2020. november 10-én és 2023. november 7-én.
2023. július 7-én Ferenc pápa kinevezte őt a szinódus első ülésszakának egyik delegált elnökévé.
2024. október 6-án Ferenc pápa bejelentette, hogy december 8-án bíborossá kívánja kreálni Cabrerát, ezt az időpontot később december 7-re módosították. Ő a hatodik ecuadori, akit bíborossá neveztek ki és az első guayaquili, míg a többiek quitóiak voltak. Cabrera arra számít, hogy bíborosként Guayaquilban marad.
Ferenc pápa a 2024. december 7-i konzisztóriumon bíborossá kreálta, és a Sacra Famiglia di Nazareth a Centocelle-templomot jelölte ki címtemplomául.